# Oldegalileën & Bloemenbuurt
Oldegalileën & Bloemenbuurt is een voormalige wijk in het noorden van de stad Leeuwarden in de Nederlandse provincie Friesland. Het gebied is in 2018 opgegaan in de wijk Oud-Oost.
De wijk wordt aan de westzijde begrensd door het water van de Dokkumer Ee. Het oostelijke deel is de Bloemenbuurt. De naam van de buurt Oldegalileën is afgeleid van het klooster "Galilea", dat rond 1472 aan de Dokkumer Ee stond. De oudste en langste straat in de wijk heet eveneens Oldegalileën.

## Wetenswaardigheden
In de Oldegalileën bevinden zich een aantal interessante bouwwerken:
- Eigen Brood Bovenal: een complex van 124 arbeiderswoningen, tussen 1862 en 1904 in drie fases gebouwd. Het kan worden aangemerkt als het eerste sociale woningbouwprojekt van de stad Leeuwarden.
- Café Blauwhuis: oorspronkelijk een herberg en nu het oudste nog in bedrijf zijnde café van Leeuwarden.
- De Zelfstandigheid: voormalige bakkerij, later onder andere in gebruik geweest als buurthuis.

Bekende panden uit het verleden zijn:
- Graanpakhuizen Rusland - in 1981 door brand verwoest en vervangen door nieuwbouw.
- Broodfabriek Excelsior - afgebroken en vervangen door nieuwbouw.
- Houtzaagmolen De Fisker - in 1964 door brand verwoest.